# Sphaeronectes pagesi
Sphaeronectes pagesi is een hydroïdpoliepensoort uit de familie van de Sphaeronectidae. De wetenschappelijke naam van de soort is voor het eerst geldig gepubliceerd in 2011 door Lindsay, Grossmann & Minemizu.